# Хайдаршин, Гайнанша Хайдаршинович
Хайдаршин Гайнанша Хайдаршинович (5 февраля 1911 года, с. Байгузино — 4 декабря 2006 года, там же) — командир отделения 117-го гвардейского отдельного сапёрного батальона (110-я гвардейская стрелковая дивизия, 37-я армия, Степной фронт), гвардии красноармеец, Герой Советского Союза.

## Биография
Гайнанша Хайдаршинович Хайдаршин родился 5 февраля 1911 года в селе Байгузино Янаульского района в семье крестьянина. По национальности татарин. Образование начальное. Член КПСС с 1944 года.
До войны работал в колхозе, на пристани города Пермь.
В Красную Армию призван в 1941 году Дарницким райвоенкоматом города Киев.
После обучения на курсах сапёров Гайнанша Хайдаршинович был отправлен на Дальний Восток. В феврале 1942 года их перебросили на линию фронта. Свою первую боевую награду — медаль «За отвагу» он получил в боях на Кавказе.
Командир отделения 117-го гвардейского отдельного сапёрного батальона (110-я гвардейская стрелковая дивизия, 37-я армия, Степной фронт) гвардии рядовой Г. X. Хайдаршин особо отличился 9 октября 1943 года при форсировании реки Днепр у села Дериевка южнее города Кременчуг.
В феврале 1944 года Г. X. Хайдаршин демобилизован. Работал председателем Байгузинского сельпо, в колхозе имени Фрунзе Янаульского района.
Скончался 4 декабря 2006 года, похоронен в деревне Байгузино.

## Подвиг
«Гвардии рядовой Г. X. Хайдаршин 9 октября 1943 г. при форсировании р. Днепр у с. Дериевка южнее г. Кременчуга под обстрелом противника на лодке 27 раз переправился через реку, перевозя бойцов, боевую технику и боеприпасы. В последнем рейсе лодка была пробита осколком мины и стала тонуть. Г. X. Хайдаршин сумел удержать её на плаву и доставил груз на западный берег реки».
Участвуя в боях на плацдарме на высоте 177.0, он подбил танк противника. Будучи контужен, остался в строю.
За двенадцать дней на правый берег переправились все войска: пехота, танки, артиллерия.
За проявленную храбрость при форсировании Днепра он был представлен к званию Героя.
Золотую Звезду и орден Ленина Хайдаршин получил лично из рук Жукова.

## Память
Памятник Герою установлен на гранитном постаменте во дворе Байгузинской средней школы.

## Награды
- Медаль «Золотая Звезда» Героя Советского Союза (22.02.1944)[2][4];
- орден Ленина (22.02.1944);
- орден Отечественной войны I степени (11.03.1985)[5];
- орден Красной Звезды (21.07.1943)[6];
- медаль «За отвагу» (27.06.1943)[7].